# Heliophanus debilis
Heliophanus debilis là một loài nhện trong họ Salticidae.
Loài này thuộc chi Heliophanus. Heliophanus debilis được Eugène Simon miêu tả năm 1901.